# Esquirol volador de Hodgson
L'esquirol volador de Hodgson (Petaurista magnificus) és una espècie de rosegador de la família dels esciúrids. Viu a Bhutan, la Xina, l'Índia i el Nepal. Els seus hàbitats naturals són els boscos perennifolis tropicals i subtropicals i els boscos de frondoses. Està amenaçat per la destrucció del seu entorn per l'agricultura, la tala d'arbres a petita escala, els incendis forestals i la caça.